# Leviprora
Leviprora is een monotypisch geslacht van straalvinnige vissen uit de familie van de platkopvissen (Platycephalidae).

## Soort
- Leviprora inops Jenyns, 1840